# سلیشته (استان گابرووو)
سلیشته (به بلغاری: Selishte) یک منطقهٔ مسکونی در بلغارستان است که در سولیوو واقع شده‌است.